# ろばを売りに行く親子
「ろばを売りに行く親子」（ろばをうりにいくおやこ）は、寓話の一つ。ペリー・インデックスは721番。
他に「ロバの親子」「ろばうりおやこ」「The Miller, His Son and Their Ass」「The Miller, His Son and The Donkey」など様々な邦題・英題がある。

## あらすじ
ロバを飼っていた父親と息子が、そのロバを売りに行くため、市場へ出かけた。2人でロバを引いて歩いていると、それを見た人が言う、「せっかくロバを連れているのに、乗りもせずに歩いているなんてもったいないことだ」。なるほどと思い、父親は息子をロバに乗せる。
しばらく行くと別の人がこれを見て、「元気な若者が楽をして親を歩かせるなんて、ひどいじゃないか」と言うので、なるほどと、今度は父親がロバにまたがり、息子が引いて歩いた。また別の者が見て、「自分だけ楽をして子供を歩かせるとは、悪い親だ。いっしょにロバに乗ればいいだろう」と言った。それはそうだと、2人でロバに乗って行く。
するとまた、「2人も乗るなんて、重くてロバがかわいそうだ。もっと楽にしてやればどうか」と言う者がいる。それではと、父親と息子は、こうすれば楽になるだろうと、ちょうど狩りの獲物を運ぶように、1本の棒にロバの両足をくくりつけて吊り上げ、2人で担いで歩く。
しかし、不自然な姿勢を嫌がったロバが暴れだした。不運にもそこは橋の上であった。暴れたロバは川に落ちて流されてしまい、結局親子は、苦労しただけで一文の利益も得られなかった。

## 使用
日本の小学校中学年（3年、4年）向けの道徳教材として使用されている。指導の方向性としては、教育基本法第二条第2号に則り、「周囲の意見に流されない、自主や自律の大切さ」「節度や節制」を学ばせるための教材として利用される。
川端康成が和訳したトッパンの絵物語シリーズ「イソップ2」（1953年）では「ろばを売りにいく親子」の邦題がつけられた。
2020年6月11日に開かれたトヨタ自動車の株主総会で、社長の豊田章男が質疑応答の場面でこの話を引用し、ロバを引く親子（夫婦）に意見する人をマスメディアになぞらえ、「要は『言論の自由』という名のもとに、何をやっても（取材対象が）批判されるということだと思います。最近のメディアを見ておりますと『何がニュースかは自分たちが決める』という傲慢さを感じずにはいられません」とマスメディアの報道姿勢を批判。ゼンショーホールディングス代表取締役会長兼社長の小川賢太郎が「豊田さんの気持ちは理解できる」とこの意見に賛同した。 元共同通信社の記者であり、現名古屋外国語大学教授である小野展克は、新聞など旧来のメディアへの信頼低下を述べた上で「企業はそういう状況を見て、『マスコミよりも自分達が直に出す情報のほうが消費者に支持される』と踏んでいる。かつては決して表に出すことはなかったオールドメディアへの不満を露にすることをためらわなくなってきた」と分析した。

### 注記
1. ↑  イソップ寓話は、ヨーロッパで翻訳や版を重ねるうちにその他の話が付け加えられたものができ、そうしたものの一つであるスペイン版が日本に伝わったが、その中にポッジョ『笑話集』収録の「ろばを売りに行く親子」が含まれていた[2]
2. ↑  正確には「ロバの話」として親子ではなく夫婦の話とされ、さらに終盤のロバを担ぐ話以降が省略されている。